# زلزال تسيتسرليج 1905
زلزال تسيتسرليج 1905 هو زلزالٌ وقعَ في تستسرليغ في منغوليا بتاريخ 9 يوليو 1905.